# شهرستان نوبل (اکلاهما)
شهرستان نوبل، اکلاهما (به انگلیسی: Noble County, Oklahoma) شهرستانی در ایالات متحده آمریکا است که در اکلاهما واقع شده‌است.

## خصوصیات
شهرستان نوبل ۱٬۹۲۱٫۷۸ کیلومترمربع مساحت دارد.